# Sébastien Fath
Pour les articles homonymes, voir Fath.
Sébastien Fath (né à Strasbourg le 25 septembre 1968) est un historien et sociologue français spécialisé dans l'étude du protestantisme évangélique.

## Biographie
Il est élève de l'École normale supérieure de Fontenay-Saint-Cloud, agrégé d'histoire en 1992, et élève de l'École pratique des hautes études, où il soutient une thèse de doctorat Histoire des religions et des systèmes de pensée en 1998, sous la direction de Jean-Paul Willaime. Il est chercheur au CNRS depuis 1999, membre du laboratoire Groupe Sociétés, Religions, Laïcités (GSRL). Il obtient, en 2004, la médaille de bronze du CNRS.
Il étudie l'histoire des relations franco-iraniennes dans la première moitié des années 1990, puis effectue un séjour comme coopérant au lycée jésuite du Caire où il enseigne le français. Il consacre sa thèse de doctorat à l'histoire du baptisme en France, qui le conduit ensuite à élargir l'analyse au champ de recherche nord-américain. Il s'intéresse à « l'Amérique de Dieu et du Diable ».
Il consacre plusieurs travaux aux rapports entre évangélisme américain, culture et politique. Dans Dieu bénisse l'Amérique, la religion de la Maison Blanche, il développe en particulier l'hypothèse selon laquelle la religion civile américaine (religiosité générique destinée à rassembler un maximum de citoyens) évoluerait, sous la présidence de George W. Bush, vers une forme de « néomessianisme » où le messianisme américain traditionnel, les États-Unis, bras armé de Jésus-Christ, cède la place à un modèle où le Sauveur devient l'Amérique elle-même. Dans Militants de la Bible, il contextualise le phénomène évangélique et fondamentaliste dans la culture et l'histoire du Sud des États-Unis, la Bible Belt. Il effectue ensuite un séjour de recherche d'un an en Écosse, où il est fellow de l'Institute for Advanced Studies in the Humanities à Édimbourg). De retour en France, quatre ans après la publication de sa thèse sur les Eglises baptistes, "une autre manière d'être chrétien en France" (2001), il publie chez le même éditeur Du ghetto au réseau, Les protestants évangéliques en France, 1800-2005 (426p), première synthèse socio-historique sur les Eglises évangéliques en France à l'époque contemporaine.
Depuis 2009, ses recherches se réorientent sur deux axes. D'une part, les relations entre protestantisme évangélique, immigration, interculturalité et territoire urbain. D'autre part, la géopolitique de l'évangélisme, avec un accent sur l'Afrique subsaharienne (zone de contact évangélisme/islam) et sur la francophonie protestante. En 2010, avec l'AFSR, il codirige Dieu change en ville, sur religion, espace, immigration. En 2011, il coordonne, avec Jean-Paul Willaime, un ouvrage consacré à l'état des lieux du protestantisme français contemporain. L'ouvrage collectif s'intitule La nouvelle France protestante, essor et recompositions au XXIe siècle (480p). Il rassemble les contributions de 22 autrices et auteurs. 
A partir de 2012-2013, il accentue ses recherches sur l'axe euro-africain, et ausculte, au-delà de l'évangélisme, les recompositions du christianisme postcolonial en Afrique. commence une étude de terrain sur le Soudan du Sud (indépendant en 2011), et crée, en parallèle, le blog France Sud Soudan. En 2015, année où il effectue deux enquêtes de terrain en Afrique de l'Ouest (Congo RDC en septembre, Burkina Faso en décembre), il co-dirige, avec Cédric Mayrargue, un numéro de la revue Afrique Contemporaine sur les nouveaux christianismes en Afrique. En 2016, il prolonge ses travaux sur les territoires circulatoires de la francophonie évangélique, entre Afrique, Caraïbes et hexagone par la publication de l'ouvrage Gospel et francophonie, une alliance sans frontières.
Dans un interview au quotidien Le Monde, il pointe, après le drame de Stains (deux morts après l'effondrement du plancher dans une église haïtienne le dimanche de Pâques 2012), un « évangélisme des caves » tout comme il y a eu un "islam des caves" (G. Kepel), et souligne les enjeux sociaux posés par l'essor des églises de migrants, confrontées au manque de mètres carrés cultuels en région parisienne. Onze ans plus tard, dans le même quotidien Le Monde, il observe que les Eglises d'initiative africaine "nous invitent à une mise à jour radicale de la manière d’appréhender le christianisme", dépassant l'eurocentrisme. 
Webmestre du programme GSRL « Dieu change à Paris », puis du carnet Hypothèses du programme "Religion et francophonie", il anime des blogs personnels et collabore au portail Regardsprotestants. Il dirige le Groupe Sociétés, Religions, Laïcités (UMR 8582) en 2019 et 2020. Depuis 2019, il publie périodiquement une chronique dans le quotidien La Croix, autour de thématiques croisant protestantismes, recompositions du christianisme, géopolitique et postcolonialité. 
Il obtient, le 12 février 2025, son Habilitation à Diriger des Recherches (EPHE-PSL), en présentant un mémoire original sur le thème : "Croire et prospérer. Théologies de la prospérité en perspective postcoloniale, redéploiements francophones depuis les années 1950" (à paraître). Entre 2024 et 2028, il codirige avec son collègue Pascal Bourdeaux (EPHE-PSL) le programme "Religion et Francophonie", rattaché au GSRL.

## Publications
- Fascicule de méthodologie d’histoire et sociologie des religions à l’époque contemporaine. Appliqué au protestantisme, Paris, EPHE (diff. interne), 1997 (110p)
- L’Iran et de Gaulle. Chronique d'un rêve inachevé, Paris, ed. Eurorient, 1999
- Une autre manière d'être chrétien en France. Socio-histoire de l'implantation baptiste (1810-1950), Genève, Labor et Fides, 2001
- Les baptistes en France (1810-1950), Faits, dates et documents, Excelsis, Charols, 2002
- Billy Graham, pape protestant ?, Paris, Albin Michel, 2002
- Les protestants, Paris, le Cavalier bleu, 2003
- La diversité évangélique (dir.), Excelsis, Charols, 2003
- Dieu bénisse l’Amérique, la religion de la Maison Blanche, Paris, Seuil, 2004
- Militants de la Bible aux États-Unis, Évangéliques et fondamentalistes du Sud, Paris, Autrement, 2004, lauréat du Grand Prix d'Histoire Chateaubriand
- Le protestantisme évangélique, un christianisme de conversion (dir.), Turnhout, Brépols, 2004
- Du ghetto au réseau, les protestants évangéliques en France de 1800 à 2005, Genève, Labor et Fides, 2005
- Dieu XXL, la révolution des megachurches, Paris, Autrement, 2008
- Protestantisme évangélique et valeurs (dir.), Excelsis, Charols, 2010
- Dieu change en ville. Religion, espace, immigration (dir., avec Lucine Endelstein et Séverine Mathieu), Paris, L'Harmattan, 2010
- La nouvelle France protestante. Essor et recomposition au XXIe siècle (dir., avec Jean-Paul Willaime), Genève, Labor et Fides, 2011
- Les fils de la Réforme. idées reçues sur les protestants, Paris, le Cavalier bleu, 2012
- Les nouveaux christianismes en Afrique (dir., avec Cédric Mayrargue), Paris, revue AFRIQUE CONTEMPORAINE, n°252, 2015
- Gospel et Francophonie, une alliance sans frontières, Paris, ed. Empreinte Temps Présent, 2016